# Apollodóros z Damašku
Apollodóros z Damašku (kolem 65 – kolem 130) byl řecký architekt a sochař císařského Říma, pocházející z Damašku. Byl oblíbeným projektantem císaře Traiana, pro něhož vybudovalː
- Trajánův most, jímž překlenul Dunaj před tažením do Dácie.
- Pantheon v Římě je jeho nejznámější stavbou.
- Trajánovo forum  v Římě
- Trajánův sloup v Římě
- Přístav v Civitavecchia.